# Gare de Tlemcen
La gare de Tlemcen est une gare ferroviaire algérienne située sur le territoire de la commune de Tlemcen, dans la wilaya de Tlemcen.

## Situation ferroviaire
Établie à une altitude de 821,500 m, la gare est située au point kilométrique (PK) 75,589 de la ligne de Tabia à Akid Abbes, où elle est précédée de la gare de Aïn Fezza et suivie de celle de Pasteur.
| \| Tlemcen Ghazaouet Akid Abbes Maghnia Tabia \| Localisation de la gare de Tlemcen dans la wilaya de Tlemcen. |
| Tlemcen Ghazaouet Akid Abbes Maghnia Tabia                                                                     |

## Histoire

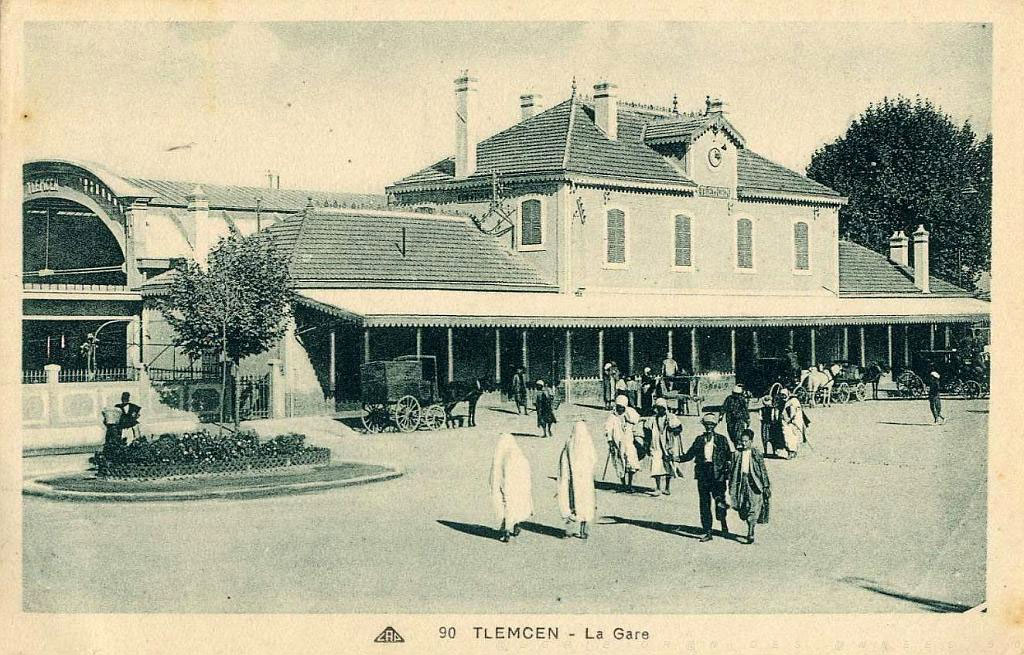
La gare de Tlemcen au début du XXe siècle.

La gare est mise en service en 1890 lors de l'ouverture de la section d'Aïn Fezza à Tlemcen de la ligne de Sainte-Barbe-du-Tlélat à Oujda,.

### Accueil

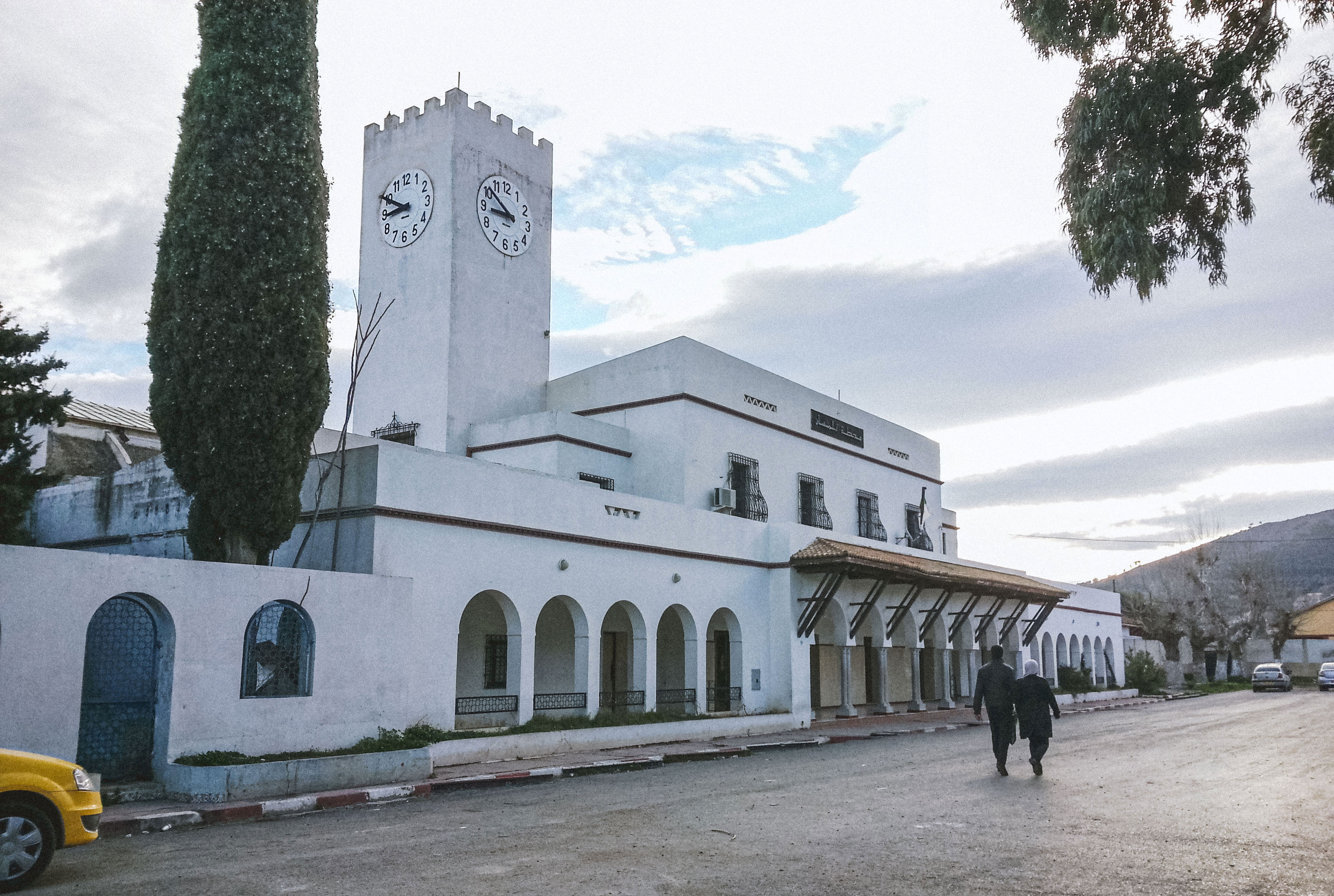
Le bâtiment voyageurs en 2016.

## Service des voyageurs

### Dessertes
La gare de Tlemcen est desservie par les trains régionaux des liaisons :
- Oran - Tlemcen[4] ;
- Tlemcen - Maghnia[5].